# William Howe
William Howe brit tábornok (1729. augusztus 10. – 1814. július 12.) a Bath Lovagrend lovagja, a Királyi Államtanács tagja, valamint az angol csapatok főparancsnoka volt az amerikai függetlenségi háború alatt. Két testvére volt, az 1775-ös sikerei elismeréseként ütötték lovaggá, de mivel az angol törvények szerint a nemesi címeket mindig a család legidősebb tagja birtokolja, a lovagi címmel járó grófságot csak bátyja 1799-ben bekövetkezett halála után örökölte.
Leginkább az amerikai függetlenségi háború alatti, súlyos áldozatokat követelő bunker Hill-i csata, valamint New York és Philadelphia bevétele miatt ismert, utóbbi stratégiai jelentőségű volt.
Angliában született, Emmanuel Howe és Charlotte Howe legfiatalabb gyermekeként. Anyja Sophia von Kielmansegg lánya volt, aki Leinster és Darlington grófnője és III. György király féltestvére volt. Ez a családi kapcsolat vélhetően mindhárom Howe testvér előmenetelét megkönnyítette, de ugyanakkor mindhárman nagyon rátermett tisztnek is bizonyultak. William legidősebb bátyja George Howe tábornok volt, aki 1758-ban Ticonderogánál esett el. Másik testvére Richard Howe tengernagy volt, aki flottájával segítette őt az amerikai függetlenségi háború idején.

## Korai pályája
17 éves korában került kapcsolatba a hadsereggel, mikor 1746-ban a Cumberlandi Dragonyosoknál zászlósi rangot vásárolt magának. A következő évben már hadnagyként szolgált Flandriában az osztrák örökösödési háború alatt. A háború befejezése után beállt a 20-as Gyalogosezredbe, ahol összebarátkozott James Wolfe-fal.
A hétéves gyarmati háború alatti szolgálata vitte először Amerikába. Ebben a háborúban alapozta meg hírnevét. Howe ezredével Louisbourg ostroma idején sikeres vízi offenzívát hajtott végre. Ez az ellenséges tűz alatt véghezvitt partraszállása kedvező helyzetbe hozta a támadók szárnyát, és parancsnoka elismerését is kivívta.
1759. szeptember 13-án a plains of abrahami csata idején Howe vezette James Wolfe vezérőrnagy alatt a könnyűgyalogságot. A brit csapatok a vezényletével zajló csatában szereztek pozíciókat Plains of Abrahamnél, biztosítva Wolfe hadseregének felfejlődését a plains of abrahami csata előtt. Itteni sikerei elismeréseként dandártábornokká léptették elő. További hírnévre tett szert Montréalnál Jeffrey Amherst tábornok alatt, mielőtt visszatért Angliába. 1761-ben részt vett a normandiai Belle Isle elfoglalásában is. Havanna elfoglalásakor, 1762-ben már főhadsegédként szolgált.
1772-ben Nottingham országgyűlési képviselőjének választották. Bár ez nem volt egyedülálló akkoriban, mivel az 1761-es választások idején 60 katonatiszt vált a Parlament alsóházának tagjává. Az amerikai telepesek irányában megértéssel viseltetett, ellenezte a telepeseket sújtó törvényeket, és 1774-ben arról biztosította választóit, hogy megtagadja az aktív szolgálatot az amerikaiak ellen. Ennek ellenére 1775-ben eleget tett III. György hadba hívásának és elhajózott Amerikába.

## Az amerikai függetlenségi háborúban
1775. május 15-én érkezett meg Bostonba, a Thomas Gage tábornok megsegítésére küldött 2000 ember parancsnokaként. Gage parancsa úgy szólt, hogy tisztítsa meg a terepet az amerikai erőktől és mentse fel az ostromlott Bostont. Howe terve az volt, hogy beveszi a Massachusetts állambeli Cambridge-et, de az amerikaiak a város feletti magaslatokon erős védelmi állásokat építettek ki.

### Bunker Hillnél
Howe az amerikai állásokat frontális támadással kívánta bevenni. Ezen terv szerint vezette csapatait a Bunker Hill-i csatában is. A csatában, amelynek balszárnyát személyesen vezette, Howe végül kicsikarta a győzelmet, de rendkívül súlyos veszteségek árán. Henry Clinton tábornok később így nyilatkozott erről: „még egy ilyen győzelem tönkretett volna minket.”
Bár Howe nem sebesült meg a csatában, személyiségét a tapasztalatok jelentősen átformálták. A bátor, kezdeményező parancsnok, aki James Wolfe alatt szolgált, óvatos, visszafogott, az összecsapásokat kerülő vezérré vált. Korábbi véleményét, miszerint az amerikai lázadók csak egy kisebbség, amely egy jelentősebb erődemonstráció láttán nyomban leteszi a fegyvert, teljesen revideálta. George Germainhez írott jelentésében további 19000 katonát kért, és azon véleményének adott hangot, hogy „…ha csak kisebb erőket vetünk be…ez a háború olyan hatalmassá terebélyesedik majd, ami Angliát szíven találja.” Ez a „nyájas, colos fickó, akinek arcvonásait néhányan durvának, közönségesnek találták” magánlevelezésében felfedte önbizalomhiányát, ami nem meglepő módon Howe tengernagy és az idősebb Howe véleményétől való fokozottabb függéssel párosult.

### ANew York-i hadjáratban
1775. október 10-én, Thomas Gage visszavonulásakor őt bízták meg az amerikai brit erők főparancsnoki tisztének ellátásával. Ugyanezen évben lovaggá ütötték. 1776 áprilisában kinevezése véglegessé vált, bár a kanadai csapatok Guy Carleton parancsnoksága alá kerültek. 1776 nyarán a Long Island-i csatában sikerült megvernie George Washington csapatait. Azonban azzal, hogy ezután nem indult Washington brooklyni vonalai ellen, lehetővé tette az amerikai erők sűrű köd leplezte, éjjeli visszavonulását az East Riveren keresztül. Amennyiben Brooklyn Heights ellen vonult volna, amint azt alárendeltje, Henry Clinton és mások sürgették, 33 ezer emberével jó esélye lett volna Washington teljes seregének elfogására, és így akár a háború megnyerésére is. Ezt a döntését általában az amerikai függetlenségi háború legnagyobb elszalasztott brit lehetőségeként tartják számon. 1776 szeptemberében elrendelte Nathan Hale kivégzését kémkedés vádja miatt, akinek elfogásában Rogers őrnagy segédkezett.

### Aphiladelphiai hadjáratban
1776. november 30-án Howe azt írta George Germain államtitkárnak, hogy tízezer katonát tervez felküldeni a Hudson folyón a New York állambeli Albany elfoglalására. Később megváltoztatta tervét, és arról értesítette Germaint, hogy az Albany elleni hadjáratát a Pennsylvániában fekvő Philadelphia elfoglalásáig elhalasztja. Germain az erről szóló levelet 1777. február 23-án kapta kézhez.
Howe hadjáratát a Philadelphiától délnyugatra fekvő, marylandi Head of the Elknél indította meg. 1777. szeptember 11-én Washington megkísérelte megállítani előrenyomulását a Brandywine patak mellett fekvő Chadds Ford közelében vívott brandywine-i csatában. Howe azonban legyőzte Washingtont, és több hetes manőverezés után bevonult a városba.

### A philadelphiai hadjárat következményei
A philadelphiai hadjárattal egyidőben John Burgoyne tábornok is hadjáratot vezetett: a saratogai hadjáratot, amely délről, Montréal felől bontakozott ki, és célja Albany elfoglalása, majd az – időközben már lefújt – New York-Albany hadjárathoz való csatlakozás volt. Burgoyne hadjáratának tervét 1777. február 28-án fogadták el, miután Germain már megkapta az értesítést arról, hogy Howe mégsem hajózik fel a Hudson folyón Albanyig. Az nem tisztázott, hogy Germain értesítette-e Burgoyne tábornokot Howe megváltozott terveiről, de feltehetően megtette. Az szintén nem tisztázott, hogy Germain, Howe és Burgoyne egyformán gondolkodtak-e arról a kérdésről, hogy Howe mekkora erőkkel támogassa a kanadai inváziót. Néhányan amellett érvelnek, hogy Howe nem követte az utasításokat és gyakorlatilag magára hagyta Burgoyne seregét; mások szerint viszont Burgoyne a saját hibáját próbálta később Howe-ra és Clintonra áthárítani.
Attól függetlenül, hogy melyik állítás igaz, Burgoyne saratogai veresége és fegyverletétele végletesen megváltoztatta a háború erőviszonyait. A Philadelphia elfoglalása miatt szorongatott Kontinentális Kongresszus támogatottsága megnőtt, és ez a győzelem Franciaországot is arra indította, hogy belépjen a háborúba Anglia ellen. Nemsokára Spanyolország és Hollandia is hasonlóképpen cselekedtek. A veszteségek a Lord North vezette brit kormányt is meggyengítették.

## A függetlenségi háború után
1778-ban visszavonult, ugyanezen év május 20-án Henry Clinton tábornok vette át az észak-amerikai brit csapatok fővezéri tisztét.
Miután visszatért Angliába, 1782-ben a Királyi Államtanács tagjává választották. Bátyja 1799-ben bekövetkezett halála után grófi címet örökölt. 1814-ben, Plymouth kormányzójaként halt meg. Angliában, a Twickenhamben található Holly Road parkban temették el.

## Családfája
A James Hoge Tyler által írott The Family of Hoge című munka szerint William Howe-nak volt egy Joseph Howe nevű, őrnagyi rangban szolgáló testvére is , aki 1758-ban jött Amerikába, azzal a céllal, hogy csatlakozzon George Howe csapataihoz. „Majd, testvérét holtan találván, dél felé fordult, és a virginiai Pulaski megyében fekvő, később Sunnyside néven ismertté vált helyen telepedett le.”
Richard Howe tengernagy is William Howe testvére volt. A The Family of Hoge című munka szerint az Encyclopædia Britannica a következőket írja a Howe-okról:
„a Howe-testvérek, Richard Howe tengernagy és William Howe tábornok megnyerő, barátságos természete volt az, amiért őket választották az angol csapatok vezéreinek a függetlenségi háború idején. Erős volt a vélekedés, hogy ők képesek megegyezni a lázadó amerikaiakkal.”

Joseph Howe őrnagyon, George Howe-on és Richard Howe tengernagyon kívül megemlítendő, hogy a The Family of Hoge című munka szerint egy Benjamin Franklinnel barátságot tartó lánytestvér örökölhette a tekintélyes Howe-vagyont.
„Joseph Howe-ról azt mondják, hogy robusztus ember volt. Angliában fekvő, kifinomult ízlésről árulkodó otthonától a lázadók irányában tanúsított szimpátiája miatt fosztották meg – ez már csak a britekhez fűződő kiemelt kapcsolatai miatt is elfogadhatatlannak számított.

Nem tudni, hogy angliai birtokából később visszakapott-e valamit, habár ez jelentős értéket képviselt, és három, örökösként szóba jöhető testvéréből (vagy unokaöccséből) kettő leszármazottak nélkül halt meg. Mindezek alapján valószínűnek látszik, hogy a vagyon egésze egy lánytestvérre szállt, akiről az Encyclopædia Britannica úgy emlékezik meg, mint Benjamin Franklin egyik barátjáról.”